# Campeonato de España de Ciclismo en Ruta 1940
El XXXIX Campeonato de España de Ciclismo en Ruta se disputó en Madrid el 25 de julio de 1940 sobre un recorrido de 150 kilómetros con seis vueltas al circuito de la Cuesta de Las Perdices en formato de contrarreloj.   
El ganador fue el corredor Federico Ezquerra se impuso en la prueba. Diego Cháfer y Mariano Cañardo completó el podio.  

## Clasificación final
| Pos. | Ciclista          | Equipo | Tiempo    |
| ---- | ----------------- | ------ | --------- |
| 1.   | Federico Ezquerra | -      | 4h 32'46" |
| 2.   | Diego Cháfer      | -      | a 2'03"   |
| 3.   | Mariano Cañardo   | -      | a 2'12"   |
| 4.   | Vicente Carretero | -      | a 5'45"   |
| 5.   | Fermín Trueba     | -      | a 7'55"   |
| 6.   | Juan Gimeno       | -      | a 9'22"   |
| 7.   | Antonio Sancho    | -      | a 9'35"   |
| 8.   | Delio Rodríguez   | -      | a 16'12"  |
| -    | Antonio Escuriet  | -      | s.c.      |
| -    | Andrés Canals     | -      | s.c.      |
| -    | Antonio Martín    | -      | s.c.      |